# Agliana
Agliana – miejscowość i gmina we Włoszech, w regionie Toskania, w prowincji Pistoia.
Według danych na rok 2004 gminę zamieszkiwało 14 614 osób, 1328,5 os./km².